# Beleg van Syracuse (343 v.Chr.)
Het Beleg van Syracuse van 344 tot 343 of 342 v.Chr. maakte deel uit van de Siciliaanse Oorlogen. Het vloeide voort uit een oorlog tussen Hicetas en de tiran van Syracuse, Dionysius II. Het conflict werd nog complexer toen Carthago en Korinthe zich in het conflict begonnen te mengen. De Carthagers hadden een bondgenootschap gesloten met Hicetas om hun macht op Sicilië uit te breiden. Dit gebeurde iets later nadat de Korinthische generaal Timoleon in Sicilië aankwam om de democratie in Syracuse te herstellen. Met de hulp van andere Siciliaanse Griekse steden kon hij dit bereiken en liet een nieuw democratisch regime in Syracuse zetelen. Ondertussen werd Syracuse belegerd. Het beleg is beschreven door Diodorus Sicullus en Plutarchus, maar er zijn belangrijke verschillen tussen hun verslag.

## Betrokkenheid van Korinthe en Carthago
Dionysius II volgde in 367 v.Chr. zijn vader Dionysius I op als tiran van Syracuse. Hoewel zijn vader een goed heerser was geweest, was de nieuwe tiran losbandig en zwak van karakter, en dus ongeschikt om te regeren. Sommige Syracusanen die leden onder het bewind van Dionysius zochten hun heil bij Hicetas, de tiran van Leontini. Omdat hij een Syracusaan was bij geboorte en leiding gaf aan een leger dat kon wedijveren met dat van Dionysius, kozen ze hem als hun leider in hun oorlog tegen Dionysius. Carthago, dat het gebied in het westen van Sicilië bezat, zagen een kans om voordeel te halen uit deze chaos. Toen Carthago een groot leger naar het eiland zond, vroeg Hicetas de Korinthiërs om hulp. Korinthe was de moederstad van Syracuse, die ze hadden gesticht in 735 v.Chr.
Hoewel de Korinthiërs tegen tirannen gekant waren, was Hicetas niet van plan om de democratie op Syracuse te herstellen, want hij wilde zelf tiran worden. Hij had al in het geheim gecommuniceerd met de Carthagers, maar hij koos ervoor om hulp aan de Korinthiërs te vragen. Hij verwachtte dat Korinthe zijn verzoek zou weigeren omdat ze zich moesten bezighouden met hun eigen zaken. Hij dacht dat het met een weigering van Korinthe gemakkelijker zou zijn om de Syracusanen te overtuigen dat het nodig was om een alliantie met de Carthagers te sluiten. Niettegenstaande Hicetas dit zeker niet had verwacht, gingen de Korinthiërs toch in op zijn voorstel en kozen Timoleon als generaal om de expeditie naar Sicilië te leiden. Zodra Hicetas dit antwoord had gekregen, sloot hij openlijk een verbond met de Carthagers. Omdat hij dacht dat het lang genoeg zou duren voordat het expeditieleger zou vertrekken, stuurde hij een brief naar Korinthe om te zeggen dat ze de expeditie moesten afblazen. De Korinthiërs waren boos door dit verraad, dus had Timoleon geen moeite om genoeg mensen te rekruteren in zijn leger.
In 344 v.Chr. vertrok Timoleon van Korinthe naar Syracuse. Volgens Diodorus had hij 700 huurlingen in dienst die hij liet vervoeren op zeven schepen. Op zijn weg kwamen er nog drie schepen extra bij uit Leukas en Korkyra. Plutarchus vermeldt zeven Korinthische schepen, twee van Korkyra en een uit Leukas, waarmee hij op een totaal van 1.000 soldaten kwam. T Tijdens de reis was Timoleon getuige van een hemelverschijnsel in de nacht dat hij de Ionische Zee overstak naar Italië. Dit kunnen de Lyriden geweest zijn, een meteorenzwerm. Als dat waar is, zou hij op Sicilië geland zijn op 21 maart 344 v.Chr.

## Hicetas verovert Syracuse gedeeltelijk
Ondertussen belegerde Hicetas Syracuse, dat nog steeds onder controle was van Dionysius. Hij bouwde een kamp op het Olympiaeum, maar moest het beleg opheffen toen hij te kampen kreeg met een tekort aan voorraden. Terwijl hij zich terugtrok naar Leontini met zijn leger achtervolgde Dionysius hem en viel hem aan in de flank. Ondanks de verrassingsaanval kon Hicetas Dionysius' leger verslaan, dat op de vlucht sloeg nadat ze 3.000 gesneuvelde huurlingen in hun gelederen hadden geteld. Hicetas achtervolgde hierna Dionysius en kon snel een deel van Syracuse veroveren op het vasteland, terwijl Dionysius het eiland Ortygia behield.

## Aankomst van Timoleon
Volgens Diodorus kwam Timoleon aan bij Rhegium drie dagen nadat Hicetas Syracuse gedeeltelijk had ingenomen. Hicetas wilde voorkomen dat hij op Sicilië voet aan land zette, dus hij zond twintig Carthaagse triremen naar Rhegium met gezanten. De gezanten zeiden Timoleon dat de oorlog bijna over was en vroegen hem om zijn vloot terug naar Korinthe te zenden. Als hij dat wilde, kon Timoleon zelf zich bij Hicetas aansluiten en zijn adviseur en bondgenoot worden. Om de gezanten te misleiden zei Timoleon hen dat hij naar hun wensen zou luisteren op voorwaarde dat de burgers van Rhegium getuige waren van hun overeenkomst. Terwijl de Carthagers bezig waren om alles in orde te maken om het verdrag te sluiten, ging Timoleon heimelijk aan boord van zijn schepen en ging naar Tauromenium. De heerser van deze stad, Andromachus, ondersteunde Timoleon en overtuigde zijn burgers om zich bij de Korinthiërs aan te sluiten.

## Timoleon verovert Syracuse volledig
Op dit moment beginnen de verslagen van Diodorus Sicullus en Plutarchus duidelijk te verschillen. De belangrijkste verschillen zijn de omstandigheden waarin Dionysius zich overgaf aan Timoleon.

### Het verslag van Diodorus Sicullus
Terwijl hij het beleg van Ortygia in stand hield, marcheerde Hicetas op tegen Adranum, dat zich vijandelijk gedroeg tegen hem. Hij sloeg zijn kamp op met 5.000 soldaten bij de stad. Timoleon, versterkt met enkele soldaten uit Tauromenium, marcheerde ook naar Adranum. Hij had in totaal niet meer dan 1.000 man onder zijn beschikking. Toen hij aankwam bij Adranum deed hij een verrassingsaanval op Hicetas' mannen terwijl ze aan het eten waren. Zijn leger doodde ongeveer 300 man, nam er 600 gevangen en veroverde het kamp van Hicetas. Hierna ging hij naar Syracuse en viel de stad aan bij verrassing, waardoor hij een deel van de stad in zijn bezit kreeg. Hoewel Hicetas dus met heel wat tegenslagen te kampen had gehad, was hij niet zo beslissend verslagen en kon een deeltje van Syracuse behouden. Nu, in 344 of 343 v.Chr. werd de situatie in de stad nog complexer omdat de stad nu in drie verschillende delen was verdeeld. Dionysius bleef Ortygia behouden, Hicetas behield Achradina en Neapolis op het vasteland en Timoleon bezette de rest van de stad. Omdat de bondgenoten van Hicetas, de Carthagers, de Grote Haven konden innemen met 150 triremen en sloegen hun kamp op op de kust.
Timoleon sloot een verbond met Adranum en Tyndaris en ontving versterkingen van hen. Marcus, de tiran van Catana, sloot zich ook bij hem met een aanzienlijk leger. Veel van de afgelegen Syracusaanse forten volgden in lijn om hun onafhankelijkheid te veroveren. De Korinthiërs zonden nog tien schepen meer naar Syracuse als versterkingen. Om een onbekende reden trokken de Carthagers zich terug en keerden met al hun troepen terug naar hun eigen grondgebied. Hicetas werd geïsoleerd achtergelaten en Timoleon kon zijn deel van Syracuse innemen. Daarna kon hij Messina heroveren, dat eerder had overgelopen naar de Carthagers. Uiteindelijk, in 343 of 342 v.Chr. kon Timoleon Dionysius overtuigen om Ortygia op te geven in ruil voor een leven als banneling in Korinthe. Hij mocht zijn privébezittingen behouden, maar hij leefde de rest van zijn leven in armoede. Dit vervolledigde Timoleons inname van de stad.

### Het verslag van Plutarchus
Nadat Timoleon in Tauromenium was aangekomen met 1.000 soldaten, vroeg Hicetas de Carthagers om versterkingen, zij zonden een grote vloot triremen om de Grote Haven van Syracuse in te nemen. Ondertussen kwam er een geschil tussen de twee verschillende partijen in Adranum, vroeg de ene partij Hicetas om hulp en de andere vroeg dit aan Timoleon. Beide generaals marcheerden naar Adranum en kwamen aan op ongeveer hetzelfde moment. Hicetas had 5.000 soldaten maar Timoleon niet meer dan 1.200.
Op dit moment sloot Mamercus (door Diodorus werd hij Marcus genoemd), de tiran van Catana, een verbond met Timoleon. Sommige andere steden volgden dit voorbeeld. Dionysius, die Hicetas verachtte maar Timoleon bewonderde, stelde voor om Ortygia en zijn leger aan hem over te geven. Timoleon zond 400 van zijn soldaten naar Ortygia, waarbij hij de blokkade van de Carthagers werd vermeden, waar ze de leiding namen over de 2.000 soldaten die voor Dionysius vochten. Dionysius zelf werd naar Korinthe gestuurd samen met een klein deel van zijn schatkist. De overgave van Dionysius gebeurde vijftig dagen na de aankomst van Timoleon op Sicilië. Toen de Korinthiërs over zijn succes hadden gehoord, stuurden ze 2.000 man infanterie en 200 man cavalerie om hem te versterken. Deze versterkingen moesten echter stoppen bij Thurii, en ze konden niet verdergaan omdat de Carthagers de zee controleerden.
Hicetas zond moordenaars om Timoleon te doden bij Adranum, maar zijn poging mislukte. Hij belegerde Ortygia nog steeds, maar gebruikte slechts een klein deel van de Carthaagse versterkingen. Hij vroeg de Carthaagse generaal Mago om Syracuse in te nemen met zijn volledige leger. Mago kon de Grote Haven innemen met 150 schepen en liet 60.000 soldaten hun kamp opslaan in Syracuse op het vasteland. Timoleons leger dat Ortygia had ingenomen begon een tekort aan voorraden te hebben door de blokkade. Timoleon beval vissersboten en lichte bootjes uit Catana om Ortygia te bevoorraden met graan. Dit waren vooral in stormweer effectief omdat de Carthaagse triremen afstand moest houden door de woede van de zee.
Hicetas en Mago ontdekten de bevoorradingsschepen uit Catana en marcheerden naar deze stad om deze in te nemen. De Korinthische commandant van het belegerde garnizoen, Neon, zag dat de achtergebleven troepen om het deel van Syracuse op het vasteland te verdedigen onoplettend en zorgeloos waren geworden. Hij deed een verrassingsaanval op dit deel van de stad en kon de buurt Achradina innemen. Omdat Achradina goed versterkt was, trok hij zich niet terug naar de akropolis op Ortygia. Hij verbond het zopas veroverde deel met de versterkingen van Ortygia en verdedigde beide. Toen Hicetas en Mago hiervan hoorden waren ze al dicht bij Catana, maar ze keerden onmiddellijk terug. Ze konden Catana niet innemen en konden ook Achradina niet heroveren. Hierna konden de Korinthische versterkingen die achtergebleven waren bij Thurii naar Rhegium reizen en konden zo naar Sicilië gaan, waarbij ze de Carthaagse vloot vermeden.
Toen alle versterkingen waren overgestoken gebruikte Timoleon hen om Messina te veroveren. Nadat hij beide legers had samengevoegd en zo op een totaal van 4.000 man kwam ging hij naar Syracuse. Toen Mago hierover hoorde, begon hij bezorgd te worden. Dit gecombineerd met de angst voor verraad van Hicetas, besliste hij om met zijn vloot terug te keren naar Afrika. Hicetas behield nog steeds de delen van Syracuse die hij eerst onder controle had, die hij sterk verdedigde. Timoleon verdeelde zijn leger voor de laatste aanval. Hijzelf viel aan langs de rivier. Een tweede leger geleid door Isias de Korinthiër viel aan vanuit Achradina. De derde groep die Epipolae aanviel werd geleid door Deinarchus en Demaretus, die de versterkingen vanuit Korinthe hadden gebracht. De drie groepen vielen tegelijkertijd aan en joeg het leger van Hicetas op de vlucht. Naar verluidt werd geen enkele soldaat uit het leger van Timoleon gedood of zelfs maar gewond.

## Gevolgen
Nadat hij de meester van de stad was geworden, sloopte hij de citadel en het paleis van de tirannen op Ortygia en herstelde de democratische regering in Syracuse. Ook de onafhankelijkheid van de versterkte dorpen rond de stad werd hersteld.
Hicetas kon vluchten naar Leontini met een groot deel van zijn leger. In 342 of 341 v.Chr. belegerde Timoleon Leontini, maar brak het beleg af toen hij de stad niet kon innemen. Toen belegerde Timoleon Engyum om de tiran Leptines af te zetten en de democratie te herstellen. Terwijl Timoleon weg was probeerde Hicetas Syracuse te belegeren met zijn volledige leger. Hij moest zich echter terugtrekken met zware verliezen. Mago pleegde zelfmoord, maar zijn lichaam werd gespietst door de Carthagers, die woedend waren over zijn lafheid en mislukking. Ze zonden een nieuw leger naar Sicilië, dat verslagen werd door Timoleon in de slag bij de Crimmissus. Diodorus vermeldt dat Timoleon en Hicetas een kort vredesverdrag sloten zodat Timoleon de troepen van Hicetas kon gebruiken om tegen de Carthagers te vechten. Plutarchus echter vermeldt dit niet.
In 339 of 338 v.Chr. sloot Timoleon vrede met Carthago. De rivier de Lycus werd de grens tussen hun grondgebieden. Timoleon kon uiteindelijk Hicetas verslaan en liet hem executeren. Hij kon zo alle tirannen van Sicilië afzetten.
Sicilië was onderbevolkt door de oorlog. De markt van Syracuse was een weide voor de paarden geworden, terwijl de herten en wilde zwijnen vrijelijk door de andere steden zwierven. Timoleon vroeg Korinthe om kolonisten te sturen om Syracuse te herbevolken. Plutarchus vermeldt 10.000 kolonisten uit Korinthe en de rest van Griekenland. Met andere kolonisten uit Italië en andere plaatsen in Sicilië komt het totaal volgens Plutarchus op 60.000. Volgens Diodorus Sicullus gingen er 40.000 kolonisten naar Syracuse en 10.000 naar Agyrium. Verder schrijft hij dat Timoleon de burgers van Leontini naar Syracuse wegbracht en extra kolonisten naar Kamarina.